# بيتر كينغ (موسيقي)
بيتر كينغ (بالإنجليزية: Peter King)‏ هو موسيقي ومنتج أسطوانات أسترالي، ولد في 30 سبتمبر 1975.